# Jean-Andoche Junot
Jean-Andoche Junot, 1.° Duque de Abrantes (Bussy-le-Grand, 24 de setembro de 1771 – Montbard, 29 de julho de 1813), chamado de "a Tempestade", foi um militar francês, coronel-general dos Hussardos.

## Biografia

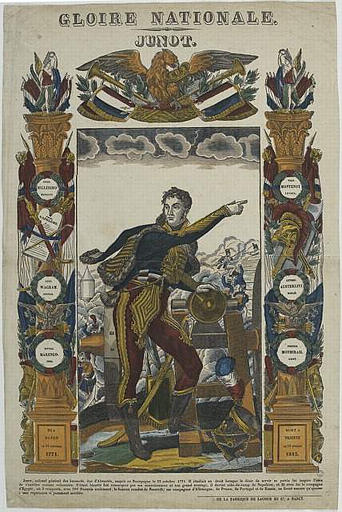
Glória nacional: Jean-Andoche Junot.

Jean-Andoche Junot nasceu em Bussy-le-Grand, Côte-d'Or, filho de Michel Junot (1739–1814, filho de François Junot, m. 1759, e esposa Edmée Laurain, nascida em 1703 e falecida em 1784) e esposa Marie Antoinette Bienaymé (1735–1806, filha de Guy Bienaymé e esposa Ursule Rigoley).
Iniciou os seus estudos em Châtillon. Seguiu direito em Paris, quando, ao eclodir a Revolução Francesa, alistou-se no Exército (1791) no batalhão de voluntários da Côte-d'Or, onde foi ferido por duas vezes e conseguiu a patente de sargento. Durante o cerco de Toulon de 1793 foi escolhido como ajudante-de-ordens de Napoleão Bonaparte, com quem faria carreira na Itália, no Egito (1798-1801), na Áustria (1805), na Guerra Peninsular (1807-1808, 1810) e na Campanha da Rússia (1813).

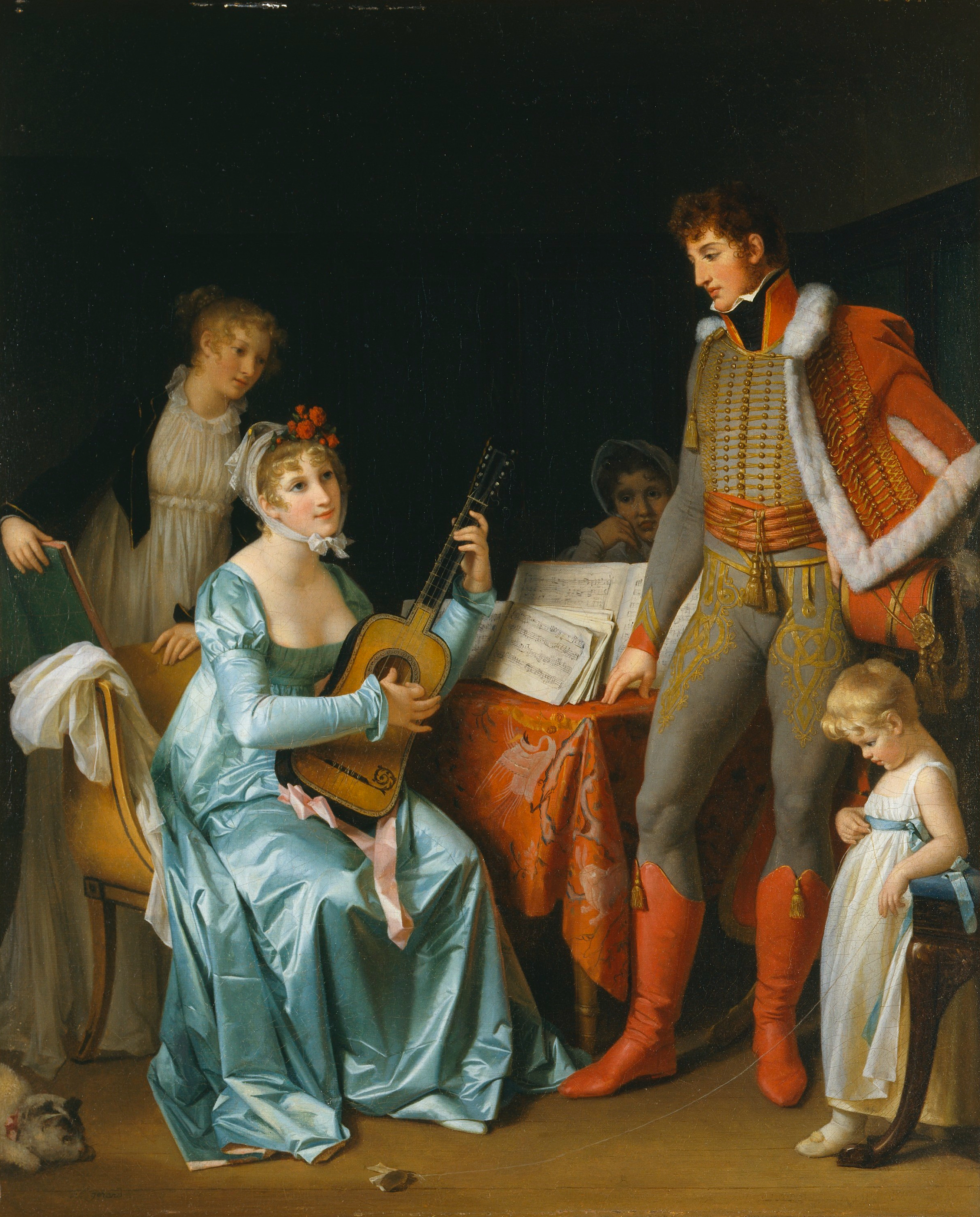
Marguerite Gérard - A duquesa de Abrantes e o general Junot.

### Campanha daItália
Tendo se distinguido na Campanha da Itália pela sua bravura, foi promovido a coronel. Recebeu um ferimento na cabeça em Lonato, que seus biógrafos acreditam tenham-lhe causado permanentes transtornos de pensamento e de carácter, afetando-lhe a capacidade de julgamento e tornando-o impetuoso e temperamental. Mais tarde participou no golpe de 18 de brumário. Casa com Laure (Laurette) Martin de Permond em 1800.
Alcançou o posto de general de brigada durante a Campanha do Egito, mas, ferido em um duelo, foi capturado quando de seu retorno como inválido à França. Ao chegar, foi nomeado general de divisão e governador de Paris (1801). O próprio Napoleão o afastou do cargo, enviando-o para Arras como instrutor do novo Corpo de granadeiros.
O seu envolvimento com Portugal iniciou-se a partir de 1805, quando serviu um curto período como representante diplomático acreditado em Lisboa. De Portugal passou à Áustria, onde combateu na batalha de Austerlitz (2 de Dezembro de 1805). Nomeado governador-geral de Parma, no ano seguinte foi nomeado governador militar de Paris.

### Guerra Peninsular
Portugal, então governado pela Casa de Bragança e sob a regência do príncipe D. João, recusava o pedido de Napoleão de participar no bloqueio comercial à Inglaterra. A 12 de Agosto Napoleão e o rei Carlos IV de Espanha pediram ao príncipe João que declarasse guerra à Inglaterra. Entretanto, os exércitos de Napoleão marchavam na fronteira com Espanha. E em 1807, no comando do Corpo de Observação da Gironda, Junot comandou a invasão de Portugal, saindo em novembro de Salamanca, entrando em Portugal a 17 de novembro por Segura, na Beira Baixa, capturando Lisboa no dia 30 desse mês ou nos primórdios de dezembro.

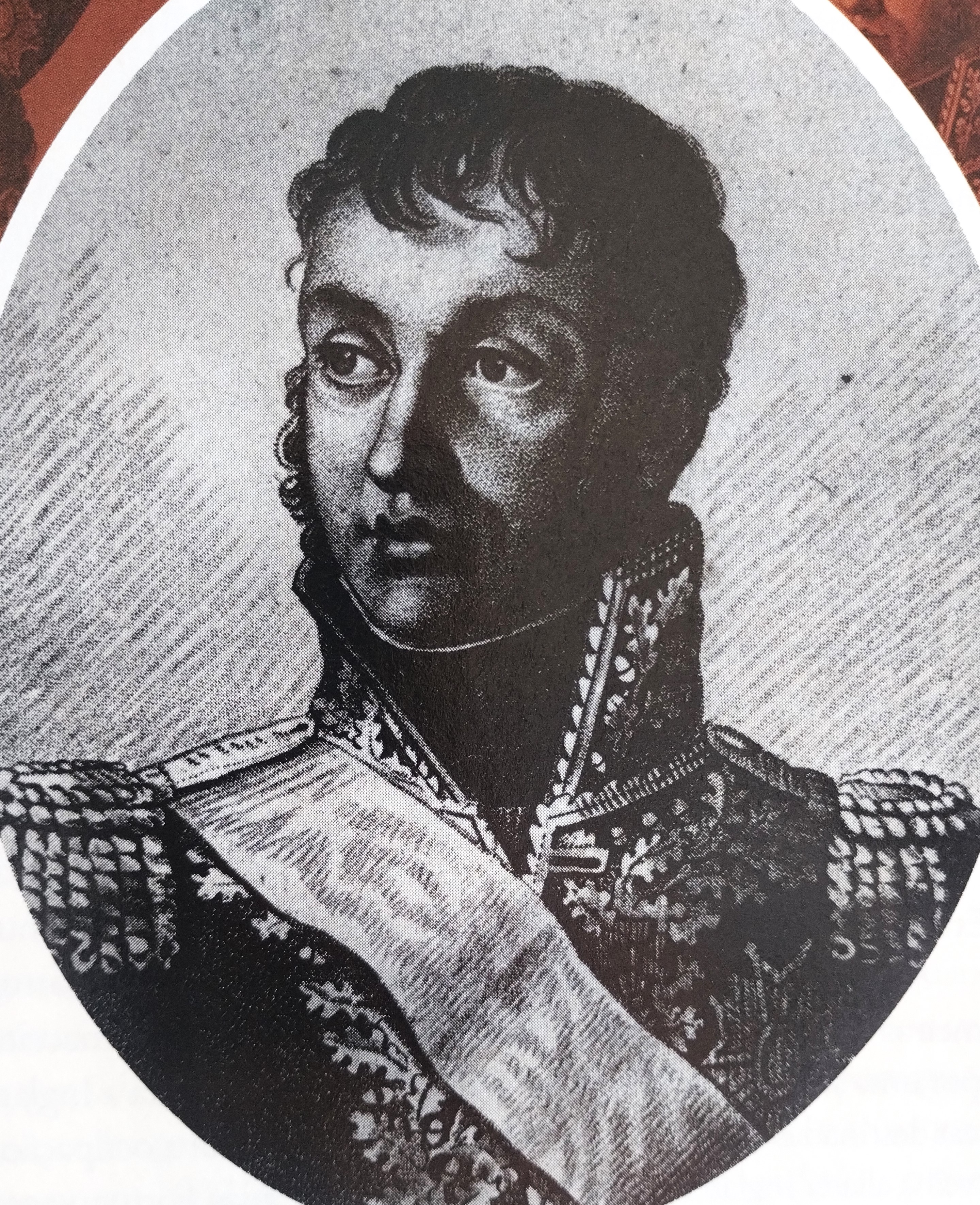
Gravura de Jean-Andoche Junot, c. 1810.

Indicado como governador-geral de Portugal, foi duque de Abrantes em março de 1808. Os ingleses desembarcaram em Portugal em agosto de 1808 e, diante da ofensiva de Arthur Wellesley (depois duque de Wellington), que bateu as tropas francesas na batalha da Roliça (17 de agosto) e na batalha do Vimeiro (21 de agosto), Junot propôs aos ingleses um armistício que lhe permitiu a retirada: a Convenção de Sintra, assinada a 30 de agosto. Na retirada, levou com ele todas as "armas e bagagens" que pôde, tornando famosa essa expressão em Portugal. Levado pela Royal Navy para a França, quase não escapava à corte marcial. Em 1810 voltou à Península Ibérica com as tropas do marechal André Masséna (terceira invasão francesa), sendo gravemente ferido.

### Anos seguintes
Durante a Campanha da Rússia (1812), Junot foi acusado de permitir a retirada do Exército russo após a batalha de Smolensk (17 de Agosto), embora tenha comandado competentemente o 8.º Corpo francês na batalha de Borodino (7 de Setembro).
Em 1813 foi feito governador da Ilíria, mas mostrando sinais de demência regressou à França, tentando cometer suicídio, atirando-se por uma janela. Fraturou a perna, e depois tentou amputar-se com uma faca de cozinha. Morre alguns dias mais tarde, a 29 de Julho de 1813, devido a complicações por infeção.

## Citações
Lembro-me que Junot era duque de Abrantes (em Portugal), Georges Perec, Je me souviens, 20.

## Filhos
Teve duas filhas e dois filhos: 
- Joséphine Junot de Abrantes (Paris, 2 de Janeiro de 1802 - Paris, 15 de Outubro de 1888), casou em Novembro de 1841 com Jacques-Louis Amet;
- Constance Junot de Abrantes (Paris, 12 de Maio de 1803 - 1881), casou em 1829 com Louis Antoine Aubert (1799-1882);
- Louis Napoléon Andoche Junot, 2.º Duque de Abrantes (Paris, 25 de Setembro de 1807 - Neuilly, 20 de Fevereiro de 1851), faleceu sem casar e sem filhos;
- Andoche Alfred Michel Junot, 3.º Duque d'Abrantes (Ciudad Rodrigo, 25 de Novembro de 1810 - morto em combate em Bréscia, 19 de Julho de 1859).

## Homenagem
- O nome de Junot consta da 33.ª coluna (pilar Oeste) do Arco do Triunfo;[6]
- Uma estátua de Paul Eugène Breton honra a sua memória na façanha Norte do Louvre, na rua de Rivoli.